# Кочубей Олександр Васильович
Олександр Кочубей (3 вересня 1788 — 7 березня 1866) — державний діяч Російської імперії українського походження, дійсний таємний радник (1849), сенатор і член Державної ради з роду Кочубеїв.

## Життєпис
Олександр Кочубей був третім сином генерал-майора Василя Кочубея (1756–1800) і Олени Туманської (пом. 1836). Подружжя мало ще доньку Олену (1793–1863) і трьох синів: Василя (1784–1844), Дем'яна (1786-1859), і Аркадія (1790–1878).
Олександр Кочубей отримав домашню освіту у своїй родині, яка мешкала в селі Ярославець Глухівського повіту Чернігівської губернії; керівником його і його братів був абат Фроман, присланий до них за вибором Василя Кочубея, який близько цікавився вихованням своїх троюрідних братів. Відтак продовжив освіту у абата Ніколя, куди надійшов разом з братом Аркадієм, і де раніше вже навчалися два старших брата.
Службу Кочубей почав, вступивши у 1802 юнкером до Колегії Закордонних Справ, де служив до 1812; в 1812–1815 — в канцелярії Держ. контролера; в 1815–1819 — в Міністерстві юстиції; в 1819–1831 був оберпрокурором 2-го відділення 3-го департаменту Сенату, потім з 1831 — сенатором, в 1839–1843 — представник Міністерства юстиції при виробництві торгів на утримання питних відкупів і з 1846 — член Державної Ради, на засіданнях якої активно підтримував реформи 1860-70-х.

Діяльність Олександра Кочубея, небагата на зовнішні великі факти, проте, була чудовою і плідною. Вона відзначалася надзвичайно сильним і живим почуттям правомірності, що визначала собою всі його вчинки і в громадській діяльності, і в приватному житті. Вся його діяльність однаково і постійно була пройнята широким, великодушним розумінням цивільних і людських прав кожної особи, постійним і незмінним співчуттям і прагненням сприяти всьому, що кладе початок законності в людських відносинах. У своїх принципах Олександр Кочубей був людиною твердою і непохитною, у приватному житті відрізняючись чудовою м'якістю і поступливістю. Його брат Аркадій писав у своїх спогадах:

Він мав найніжніше, чутливе серце, але був страшенно запальний і зберіг цю властивість до старості; з ним було важко поладити. Він спалахував як порох, але так само скоро мирився, як і сварився— «Сімейна хроніка»
 Олександр володів широкими знаннями і був дуже начитаним, постійно стежив за всіма видатними здобутками в галузі мистецтва, літератури і науки, після нього залишилася велика бібліотека. Кочубей був знайомий з Пушкіним.
За запитом Петербурзького цензурного комітету в січні 1859 він та інші родичі схвалили постановку на сцені опери «Мазепа» на музику Бориса Фітінгофа за поемою Пушкіна «Полтава», прем'єра якої відбулася в Петербурзькому Великому театрі.
При своїх порівняно невеликих засобах А. В. Кочубей, як це стало відомо тільки після його смерті, займався благодійною діяльністю. Помер від запалення легенів в 1866 році, похований на Новодівичому цвинтарі.

## Нагороди
- Орден Святої Анни 1 ступеня (1828)
- Орден Святого Володимира 2 ступеня (1836)
- Орден Білого орла (1840)
- Орден Святого Олександра Невського (1846)